# Czełopek (Bułgaria)
Czełopek (bułg. Челопек) – wieś w Bułgarii, w obwodzie Wraca, w gminie Wraca. W 2024 roku liczyła 489 mieszkańców.